# Club Social y Deportivo Colo-Colo 1991
Questa voce raccoglie le informazioni riguardanti il Club Social y Deportivo Colo-Colo nelle competizioni ufficiali della stagione 1991.

## Stagione
Il Colo-Colo vince il campionato nazionale, superando il Coquimbo Unido 44 punti contro 39. Rubén Martínez vince la classifica cannonieri con 23 gol. In Coppa Libertadores vince il titolo, il primo della sua storia in tale manifestazione. Vincitore del gruppo 2 con 9 punti in 6 partite, agli ottavi affronta i peruviani dell'Universitario: la vittoria per 2-1 nella gara di ritorno consente ai cileni di passare il turno. Ai quarti il Nacional viene superato per 4-0 all'andata: la successiva vittoria degli uruguaiani per 2-0 non è sufficiente a completare la rimonta, e il Colo-Colo passa in semifinale. Contro il Boca Juniors il sodalizio cileno perde il primo incontro (1-0), ma vince il secondo per 3-1, ottenendo la finale. Il vincitore dell'edizione precedente, l'Club Olimpia, è l'avversario del Colo-Colo, che riesce a ottenere il titolo grazie alla vittoria per 3-0 nella partita di ritorno. In Supercoppa Sudamericana è eliminato agli ottavi dal Cruzeiro. In Coppa Intercontinentale perde contro la Stella Rossa per 3-0.

## Maglie e sponsor
| Casa |

## Statistiche

### Statistiche di squadra
| Competizione            | Punti | Totale | Totale | Totale | Totale | Totale | Totale |
| Competizione            | Punti | G      | V      | N      | P      | Gf     | Gs     |
| ----------------------- | ----- | ------ | ------ | ------ | ------ | ------ | ------ |
| Campionato              | 30    | 44     | 18     | 8      | 4      | 57     | 25     |
| Libertadores            | 14    | 19     | 7      | 5      | 2      | 22     | 8      |
| Supercoppa Sudamericana | 2     | 2      | 0      | 2      | 0      | 0      | 0      |
| Totale                  | 46    | 63     | 25     | 15     | 6      | 69     | 33     |